# Specchio curvo

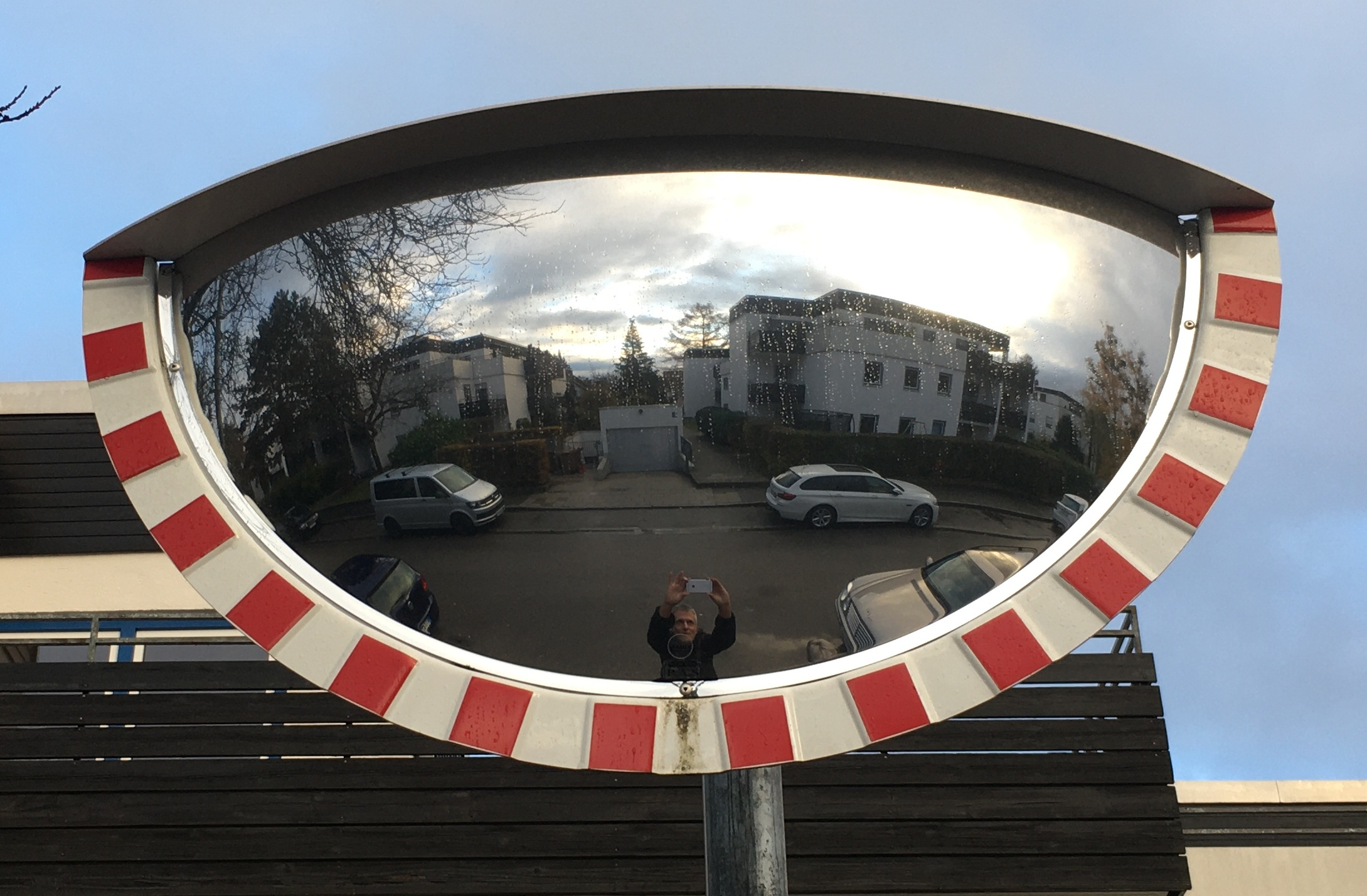
Specchio stradale di sicurezza

Uno specchio curvo è uno specchio con una superficie riflettente curva. La superficie può essere concava o convessa, la curvatura può essere sferica o più propriamente parabolica, come nei telescopi riflettori (specchio ottico).

## Specchio concavo

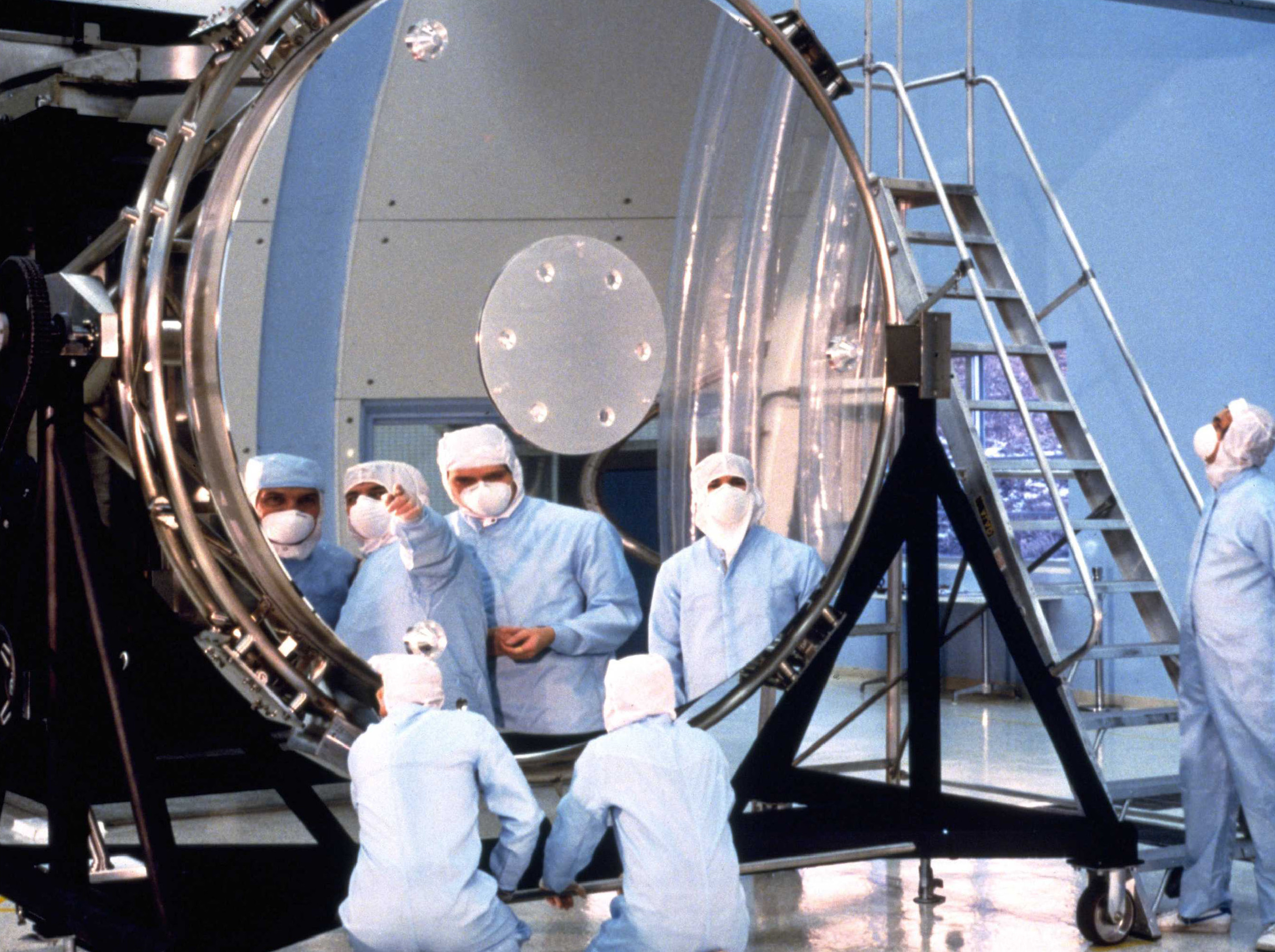
Specchio del telescopio spaziale Hubble

In uno specchio curvo concavo, la superficie riflettente è posta nella parte interna della concavità. Negli specchi sferici concavi i raggi di luce incidenti parallelamente all'asse di simmetria dello specchio convergono verso un punto detto fuoco. Per tale caratteristica sono utilizzati in alcune centrali termodinamiche allo scopo di produrre calore tramite la concentrazione dei raggi solari.
Gli specchi concavi più comuni, sono quelli utilizzati per ingrandire le immagini riflesse: ad esempio, negli specchi per radersi o per truccarsi, o negli specchietti dei dentisti. Tuttavia, vengono utilizzati da secoli come obiettivi dei telescopi o negli obiettivi fotografici catadiottrici.

## Specchio convesso

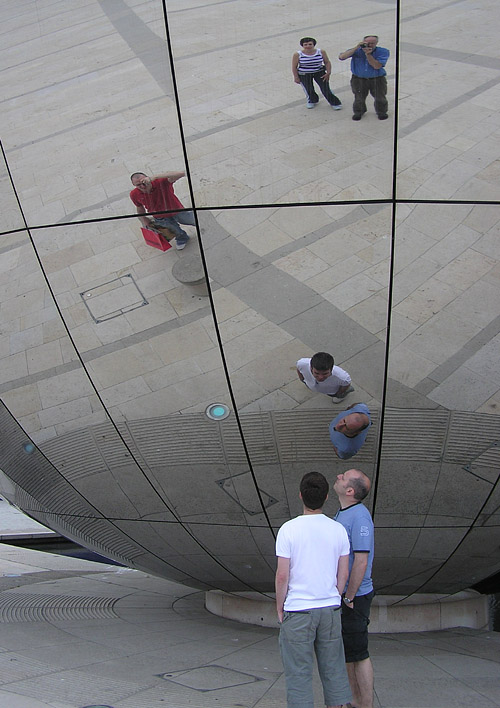
Riflesso in uno specchio sferico convesso. Il fotografo si vede nella parte superiore della foto.

Negli specchi curvi convessi, la superficie riflettente è posta nella parte esterna della concavità. Negli specchi convessi i raggi incidenti parallelamente all'asse dello specchio divergono in diverse direzioni e in quel caso le immagini riflesse sono rimpicciolite rispetto alla realtà. I prolungamenti dei raggi si incontrano dietro allo specchio in punto detto fuoco virtuale.
Gli specchi convessi vengono spesso utilizzati ad esempio come specchi di sorveglianza (antitaccheggio) o di sicurezza stradale.